# Université de médecine de Hanoï
L'université de médecine de Hanoï (en vietnamien : Đại Học Y Hà Nội) est une université vietnamienne située à Hanoï. Elle est la première université de médecine au Vietnam et l'une des quinze principales universités du pays.

## Histoire

### Période coloniale française

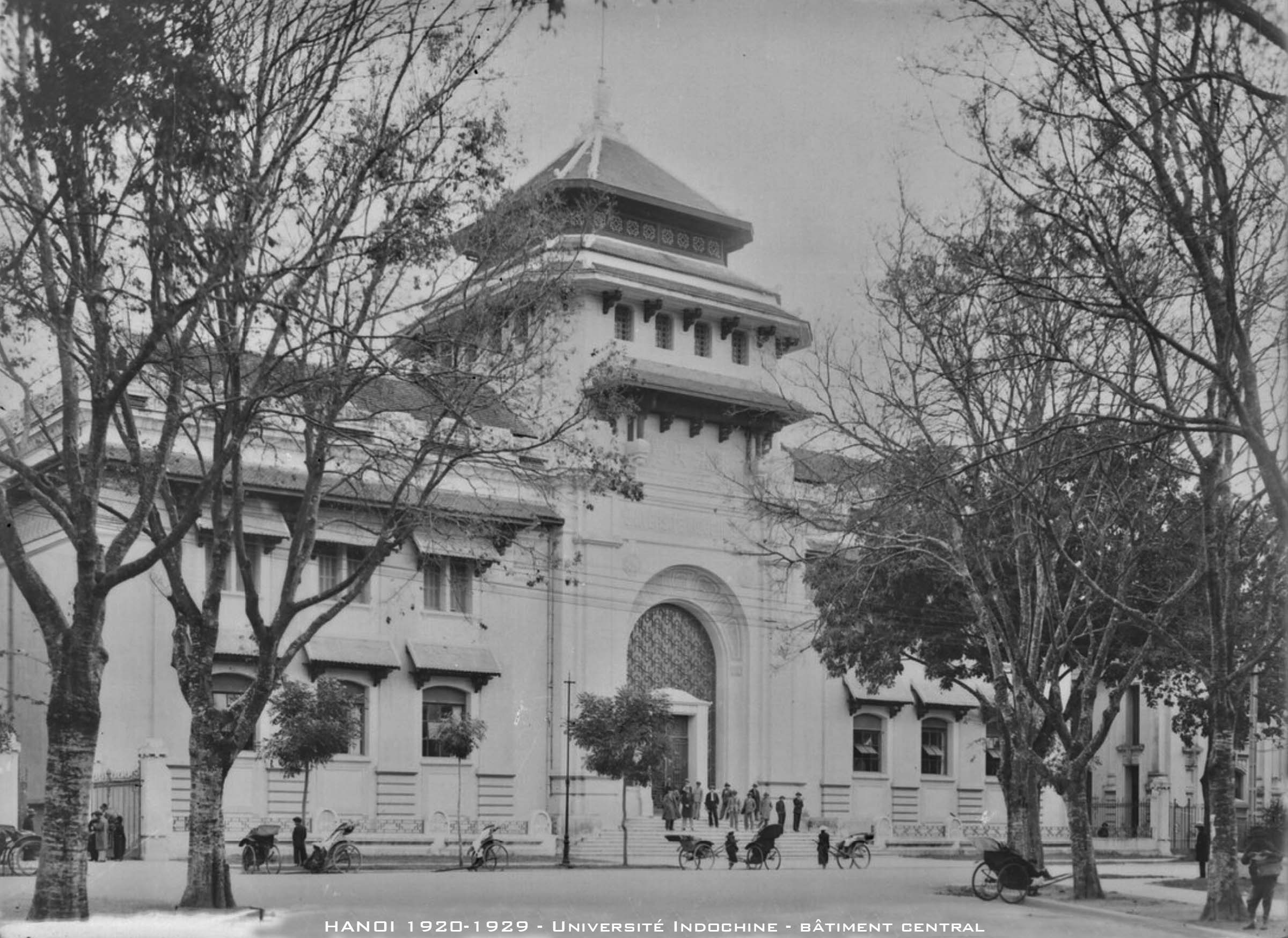
Campus d'origine de l'université de médecine, abritant à présent l'université de pharmacie et le collège des sciences de l'université nationale.

L’ancêtre de université de médecine de Hanoï est l’École de médecine de l’Indochine, fondée en 1902 par la France. Le premier président en est le professeur Alexandre Yersin. C'est à l'époque l’une des premières universités d'éducation occidentale au Vietnam.
En 1906, le gouverneur général de l'Indochine, Paul Beau, fonde l'université de Hanoï. L’École de médecine de l'Indochine est devenue une partie de l’université de l'Indochine et continue de fonctionner après que l’université de l'Indochine a interrompu ses activités en 1908.
En 1913, le gouverneur général, Albert Sarraut, fonde l'université de médecine et de pharmacie de l’Indochine.
En 1914, l'université compte 237 médecins, infirmières et sages-femmes[réf. nécessaire].

### Période de la république démocratique du Vietnam

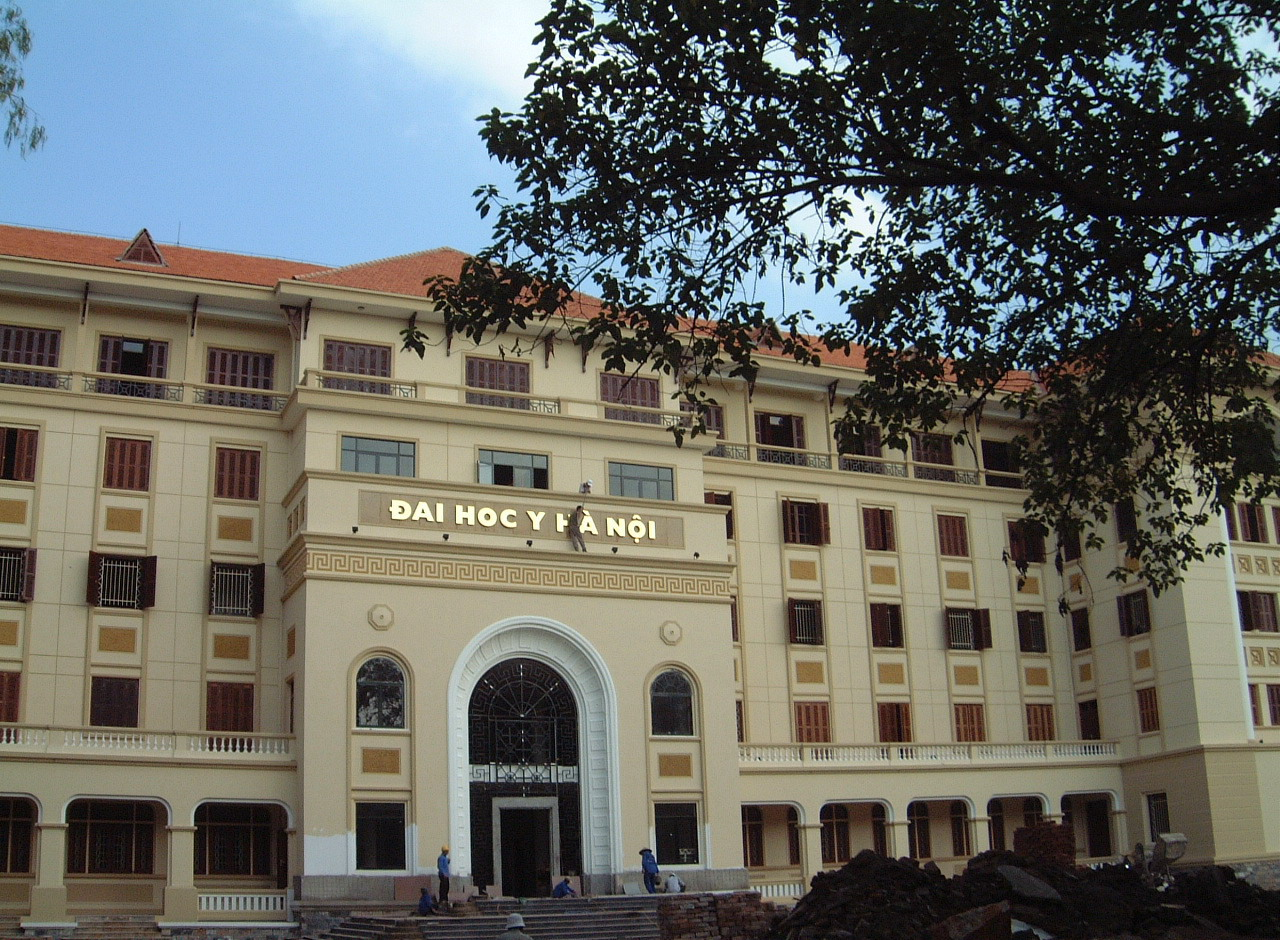
Campus actuel dans le district de Dong Da.

L’université de médecine et de pharmacie de l’Indochine était précédemment située dans la rue Tran Thanh Tong. Derrière l’université se trouvait l’hôpital 108. En 1945, l’école s’appelle université de médecine du Vietnam.
Après 1954, l’éducation y suit le modèle soviétique.
En 1961, l'université de pharmacie de Hanoï est séparée de l'université de médecine et en obtient le site. L’université de médecine de Hanoï a alors emménagé au numéro 1 de la rue Ton That Tung.

### Période la république socialiste du Vietnam
L’hôpital de l’université de médecine de Hanoï est fondé en 2007.

## Spécialités enseignées
1. Médecine généraliste
2. Médecine dentaire
3. Médecine préventive
4. Médecine traditionnelle
5. Science infirmière
6. Licence de nutrition
7. Licence de technique de médecine
8. Licence d’ophtalmologie
9. Licence de santé publique.